# DX-Ball
DX-Ball er et shareware computerspil til PC, der blev udgivet i 1996 af Michael P. Welch. Spillet er en opdateret udgave af en tidligere serie til Amiga, kaldet Megaball.
Der er senere blevet udgivet tre efterfølgere til DX-Ball, i form af DX-Ball 2 (1998), Rival Ball (2001), og Super DX-Ball (2004).

## Om spillet
DX-Ball er et arkadespil til pc, hvor det går ud på at skyde brikker ned med en bold/kugle. Nogle gange ryger der diverse effekter ned, som man så enten skal undgå eller forsøge at opsnappe. F.eks. er der en, der giver et liv, mens der også er en, der koster et liv. Den første skal man helst fange, mens den anden helst skal undgås. Men der er også en brik, der går gribebattet kortere og en, der gør det længere. Hvis man ikke griber bolden/kuglen, når den når ned i bunden, mister man et liv.

## Faldende effekter
Hvis du "griber" en af de faldende effekter, kan du få nogle, der...
- ...giver spilleren et ekstra liv
- ...gør, at man mister et liv
- ...gør battet længere
- ...gør battet kortere
- ...fordobler antallet af bolde
- ...bolden/kuglen laves om til dynamit, så de berørte blikker ekspluderer
- ...formindsker bolden/kuglen
- ...bolden/kuglen ryger direkte igennem alle brikkerne – og eliminerer dem samtidigt
- ...man kan skyde med battet
- ...man griber bolden/kuglen, hver gang, den lander på battet. Normalt flyver den bare op igen
- ...alle de gule, blinkede brikker eksploderer, og samtidigt eliminerer nabobrikkerne
- ...afslutter det nuværende level og går videre til det næste
- ...de gule brikker ændrer farve, så de kan elimineres
- ...bolden/kuglens hastighed nedsættes
- ...bolden/kuglens hastighed øges
- ...laver Bolden/kuglen om til en ildkugle, der også kan eliminere de gule brikker. De kan normalt ikke elimineres
- ...at alle brikker ryger én bid nedad, hvor gang bolden/kuglen rører battet

De effekter, man helst skal have fat i, har en blå baggrund, dem man helst ikke skal have fat i, har en rød baggrund, mens de neutrale har en grå baggrund.